# Antisubventionsmaßnahmen
Antisubventionsmaßnahmen sind auf internationalen Vereinbarungen beruhende Aktivitäten zur Abwehr (unzulässiger) Subventionen.
Nach den bisher mit Subventionen, insbesondere Exportsubventionen, gemachten Erfahrungen geht die Auffassung der Wirtschaftswissenschaft einhellig dahin, dass derartige Unterstützungsmaßnahmen nur in seltenen Ausnahmefällen sinnvoll sind. Deshalb war schon zu Beginn der – 1979 zum Abschluss gebrachten – so genannten Tokio-Runde die Notwendigkeit erkannt worden, wirksame Regelungen, insbesondere gegen Subventionen (und andere nichttarifäre Handelshemmnisse) zu schaffen.

## GrundsatzTariffs only
Bei diesem – in Art. XI Abs. 1 GATT (= General Agreement on Tariffs and Trade; deutsch: Allgemeines Zoll- und Handelsabkommen) – normierten Grundsatz handelt es sich noch nicht eigentlich um Antisubventionsmaßnahmen. Allerdings liegt hier bereits die Erkenntnis zugrunde, dass sich nichttarifäre Handelshemmnisse, zu denen Subventionen gehören, in der Praxis nur sehr schwer beherrschen lassen. Die Vertragsparteien haben sich deshalb in der genannten Vorschrift verpflichtet, zur Handelssteuerung nur Zölle einzusetzen.
Leider stellt die Forderung Tariffs only jedoch nur einen Grundsatz dar, gegen den vielfältige Ausnahmeregelungen zulässig sind.

## Rechtsgrundlage des Art. VI GATT
Diese Vorschrift umfasst die möglichen Gegenmaßnahmen sowohl gegen Dumping wie auch gegen (unzulässige) Subventionen. So werden gemäß Art. VI Abs. 3 GATT gegen Dumping Antidumpingzölle eingesetzt, und zwar dann, wenn die Preisdifferenz privatrechtlich bedingt ist.
Für Abwehrmaßnahmen gegen Subventionen (oder Prämien) ist ebenfalls Art. VI Abs. 3 GATT einschlägig. Nach dieser Vorschrift sind Ausgleichszölle vorgesehen, d. h. Sonderzölle, die erhoben werden, „um jede mittelbar oder unmittelbar für die Herstellung, Gewinnung oder Ausfuhr einer Ware gewährte Prämie oder Subvention unwirksam zu machen“, so Satz 2 der vorstehend genannten Norm.

## Voraussetzungen für Antisubventionsmaßnahmen
Damit ein importierender Staat gegen den die subventionierte Importware produzierenden fremden Staat Ausgleichszölle verhängen kann, müssen gemäß Art. VI Abs. 6 a) GATT folgende Voraussetzungen in dem die subventionierte Ware einführenden Staat erfüllt sein: Durch die fremde Subvention muss
a) ein bestehender Wirtschaftszweig bedeutend geschädigt werden oder
b) von einer Schädigung bedroht sein, oder
c) die Errichtung eines Wirtschaftszweiges muss erheblich verzögert werden.
Die diskriminierende Wirtschaftspolitik des Exporteurs als solche genügt also nicht, um abwehrende Ausgleichszölle im Einfuhrland zu rechtfertigen. Vielmehr muss darüber hinaus eine den vorgenannten Voraussetzungen entsprechende „Schädigung“ im Einfuhrland selbst oder in einem Drittstaat, der die betreffende Ware ebenfalls in das Einfuhrland exportiert, vorliegen. Gewisse Probleme ergeben sich allerdings nicht nur bei der Auslegung des Begriffs der „Schädigung“, sondern auch bezüglich des Kausalitätserfordernisses. Immerhin spricht Art. VI Abs. 6 a) GATT nicht von einer „Schädigung“ allgemein, sondern bestimmt ausdrücklich, dass Ausgleichszölle zur Abwehr fremder Subventionen nur dann verhängt werden dürfen, wenn durch die Subventionierung eine „bedeutende Schädigung“ eines inländischen Wirtschaftszweiges festgestellt worden ist.

## Subventionsabwehr in der EU

### Rechtsgrundlagen
Für den Bereich der EU (seinerzeit EG) bestehen seit 1968 Schutzvorschriften gegen Praktiken von Dumping, Prämien oder Subventionen aus nicht zur EWG gehörenden Ländern. Es handelt sich hierbei im Wesentlichen um die VO (EWG) 459/68 vom 5. April 1968.
Im Unterschied zu den erläuterten Regeln des GATT betreffend Abwehrmaßnahmen gegen Subventionen werden nach in Europa herrschender Auffassung unter Subventionen nur staatliche oder aus staatlichen Mitteln gewährte Zuwendungen verstanden. Ferner werden nach europäischer Rechtsauffassung als subventionsrechtlich relevant nur „wettbewerbsverfälschende Maßnahmen“ angesehen, die den Herstellern der subventionierten Waren einen unlauteren Preis- oder Wettbewerbsvorteil verschaffen.
Die Antisubventionsmaßnahmen der VO(EWG) Nr. 3017/79 und der Empfehlung Nr. 3018/79 EGKS setzen einerseits eine „bedeutende Schädigung“ voraus. Andererseits können die Antisubventionsmaßnahmen autonom vom Einfuhrland selbst verhängt werden. Allerdings sind die Gemeinschaftsorgane zur Erhebung von Ausgleichszöllen nur dann verpflichtet, wenn Interessenverletzungen der Gemeinschaft vorliegen. Ratio legis ist hierbei die im öffentlichen Interesse gebotene Abwehr von Schaden durch wettbewerbsverfälschende Subventionierung.

### „Schädigung“ und Kausalität
Nachdem die Gemeinschaft in der ursprünglichen Fassung der VO(EWG) Nr. 459/68 das Schadenserfordernis noch offengelassen hatte, folgt sie hinsichtlich des Begriffs der „Schädigung“ nunmehr der Regelung in Art. VI Abs. 6 a) GATT, die für die Zulassung von Abwehrmaßnahmen eine „bedeutende“ Schädigung voraussetzt. Was das Erfordernis der Kausalität zwischen Schaden und Subvention anbelangt, so braucht die betreffende Subvention einerseits zwar nicht die Hauptursache für den Schaden zu sein, muss aber andererseits – bei Abzug aller übrigen für den Schaden eventuell noch mitursächlichen Faktoren – für sich allein noch als kausal für eine „bedeutende“ Schädigung gewertet werden können, ehe ein Eingreifen nach EU-Recht möglich ist. Hinsichtlich des Tatbestandsmerkmals „bedeutende Schädigung“ wird allerdings ein gewisser Beurteilungsspielraum zugestanden.